# 崔彦穆
崔 彦穆（さい げんぼく、生没年不詳）は、中国の北魏末から隋初にかけての官僚・軍人。字は彦穆。本貫は清河郡東武城県。

## 経歴
崔稚の子として生まれた。15歳のとき、河間の邢卲や京兆の韋孝寛とともに中書学に入って儒学を修めた。吏部尚書の李神儁に「王佐の才なり」と評価された。530年、司徒府参軍事に任じられ、記室に転じ、大司馬従事中郎となった。
537年、兄の崔彦珍とともに東魏に叛いて成皋で挙兵し、滎陽を攻め落とし、滎陽郡太守の蘇淑を捕らえた。元洪威とともに潁川を攻め、刺史の李景遺を斬った。西魏の鎮東将軍・金紫光禄大夫・滎陽郡太守に任じられた。538年、右民郎中・潁川邑中正を兼ね、千乗県侯の爵位を受けた。548年、使持節・車騎大将軍・儀同三司・散騎常侍・司農卿を加えられた。宇文泰の幕府にあって、文章書記をつかさどった。554年、于謹が江陵を討つと、彦穆は本官のまま従軍した。
557年、北周の明帝が即位すると、彦穆は驃騎大将軍・開府儀同三司に進み、安州総管・十一州諸軍事・安州刺史に任ぜられた。召還されて御正中大夫となり、南朝陳に対する使者をつとめた。民部中大夫に転じ、爵位は公に進んだ。568年、北斉に対する使者をつとめた。帰還すると、金州総管・七州諸軍事・金州刺史に任ぜられ、位は大将軍に進んだ。まもなく召還されて小司徒となった。
580年、宣帝が死去し、楊堅が丞相となると、尉遅迥・司馬消難・王謙らの乱が起こった。彦穆は行軍総管となり、襄州総管の王誼とともに司馬消難を討った。軍を率いて荊州に到着すると、彦穆は荊州総管の独孤永業に謀反の意志があるのではないかと疑い、独孤永業を捕らえて殺害した。乱が平定された後、襄州総管・六州諸軍事・襄州刺史に任じられ、上大将軍の号を加えられ、爵位は東郡公に進んだ。しばらくして、独孤永業の冤罪が明かされると、彦穆は官爵を剥奪された。まもなく官爵をもどされた。581年、隋が建国されると、まもなく死去した。

## 子女
- 崔君綽（後嗣、北周の末年に丞相府賓曹参軍となった）
- 崔君粛（道王侍読となり、北周の末年に潁川郡太守となった）

## 伝記資料
- 『周書』巻36 列伝第28
- 『北史』巻67 列伝第55